# Noorderkerkhof (Haarlem)
Het Noorderkerkhof, dat ook wel De Punt werd genoemd, is een voormalige begraafplaats in Haarlem. De begraafplaats was gelegen op het Staten Bolwerk aan de  Schotersingel ten westen van de Kennemerpoort en net ten oosten van de Noorderbrug. De begraafplaats werd in 1673 aangelegd en was vooral bestemd voor armen en onvermogenden.
In 1832 werd deze begraafplaats tezamen met het Zuiderkerkhof opgeheven. Sinds de 19de eeuw ligt het stadspark De Bolwerken over de voormalige begraafplaats aangelegd.